# Верхні Ачаки
Ве́рхні Ачаки (рос. Верхние Ачаки, чув. Тури Ачак) — присілок у Чувашії Російської Федерації, центр Великошемердянського сільського поселення Ядринського району.
Населення — 355 осіб (2010; 426 в 2002, 553 в 1979, 736 в 1939, 671 в 1926, 550 в 1897, 351 в 1859).

## Історія
Засновано 18 століття як виселок села Нікольське (Хочашево). До 1866 року селяни мали статус державних, займались землеробством, тваринництвом. На початку 20 століття діяло 6 вітряків, кузня, у 1920-ті роки — початкова школа. 1930 року утворено колгосп «Селянська газета». До 1926 року присілок входив до складу Шемердянської, Шуматовської та Хочашевської волостей, а до 1927 року — Балдаєвської волості Ядринського повіту, з переходом на райони 1927 року — спочатку у складі Ядринського, у період 1939–1956 років — у складі Совєтського, після чого повернуто назад до складу Ядринського району.

## Господарство
У присілку працюють школа, філіал школи мистецтв, фельдшерсько-акушерський пункт, клуб, бібліотека, стадіон, пошта та відділення банку, 2 магазини, музей.